# Alberto Bovone
Alberto Bovone (Frugarolo, 11 juni 1922 – Rome, 17 april 1998) was een Italiaans geestelijke en kardinaal van de Katholieke Kerk.
Bovone bezocht het seminarie van Alessandria in  Turijn. Hij werd op 26 mei 1945 priester gewijd en promoveerde vervolgens aan het Angelicum in het canoniek recht. Hij trad in 1951 in dienst bij de Romeinse Curie, als medewerker bij de Congregatie voor het Concilie. In 1971 werd hij ondersecretaris van de Congregatie voor de Geloofsleer. 
Op 5 april 1984 benoemde paus Johannes Paulus II hem tot tititulair aartsbisschop van Caesarea van Numidië en tot secretaris van de Congregatie voor de Geloofsleer. Hij ontving zijn bisschopswijding uit handen van de prefect van deze congregatie, Joseph kardinaal Ratzinger, de latere paus Benedictus XVI. Samen met Ratzinger schreef hij een verhandeling over de Bevrijdingstheologie Hij was een van de hoofdauteurs van de instructie Donum Vitae, die de Congregatie in 1987 uitvaardigde.
In 1995 werd hij benoemd tot pro-prefect van de Congregatie voor de Heilig- en Zaligsprekingsprocessen. Tijdens het consistorie van 21 februari 1998 werd hij kardinaal gecreëerd. De Ognissanti in Via Appia Nuova werd zijn titeldiakonie.
Twee maanden na zijn creatie overleed hij. Paus Johannes Paulus II ging zelf voor in de Requiemmis die in de Sint-Pietersbasiliek werd gehouden en prees onder andere het grote gevoel voor humor van kardinaal Bovone.

## Bron
- (en) Biografische aantekening, met foto, op The Cardinals of the Holy Roman Church